# Аладаглар (національний парк)
Національний парк Аладаглар або гори Аладаг (тур. Aladaglar Milli Parki; англ. Aladaglar National Park) — розташований в ілі Нігде в Туреччині.
Гірський хребет Аладаглар — найвищий хребет Центрального Тавра. У перекладі з турецької означає «Строкаті гори». Має альпійський тип рельєфу і умовно може бути розділений на три майже рівних за довжиною 15 кілометрових ділянки. На цих ділянках є безліч вершин висотою понад 3500 м і найвищий пік в 3756 м, під відомою назвою Демірказик. Через багате розмаїття типів рослинності і тварин, частину гори Аладаг, а саме 54524 га, в 1995 р. було оголошено національним парком.
Національний парк Аладаглар гідно називають майбутнім національного туризму в Туреччині. Природні пейзажі складаються з унікальних гірських піків, крутих і стрімких скель з величезними льодовиками, високогірних плато, величних каньйонів, глибоких долин, мальовничих ущелин, печер та водоспадів.

## Водоспади Капузбаші
З усіх красот Національного парку Аладаглар особливими пам'ятками є водоспади Капузбаші (тур. Kapuzbasi). Вони є просто справжнім дивом і належать до числа найбільш незвичайних водоспадів в Туреччині. Це сім водоспадів, які вириваються прямо з прямовисних твердих скель, створюючи при цьому прекрасне гучне видовище. Висота одного з водоспадів доходить до 70 м, що робить його другим за висотою водоспадом у світі. Швидкість потоку водоспадів Капузбаші в літній час складає 27500 л/с.
В даний час водоспади Капузбаші являють собою найвідоміший і дуже багатолюдний природний об'єкт національного парку. Подейкують, що прохолодне свіже повітря, яке виходить від падаючих водоспадів, благотворно впливає на легені, а сама вода дуже смачна і використовується відомим турецьким брендом мінеральних вод.

## Долина Хаган
Другим не менш відомим дивом національного парку є лісова долина Хаган (тур. Hacer Ormanlari). Ця долина має тисячі відтінків зеленого лісу і унікальну геологічну будову. На території площею в 2750 га цієї долини зростають ліси з ялини, дуба, кедра, ялівцю, граба, осики і модрини. Долина Хаган популярна серед тисяч місцевих і зарубіжних туристів, які відкрили в ній сотні проходів для походів, а також серед спелеологів, які теж досягли успіху у відкритті безлічі печер.

## Долини Емлі і Заманті
Як пам'ятки ще виділяють долину Емлі, глибоко врізану у високі гори мальовничими ялиновими лісами, і долину Заманті, що складається з річки Заманті, яка має красиву глибоку горлову форму.
Аладаглар останнім часом стрімко набирає туристичну популярність, у зв'язку з цим тут помітно вдосконалюють спектр пропонованих послуг: альпінізм, печерний туризм, фото-сафарі, сафарі на джипах, велосипедне сафарі, лижні тури, рафтинг, байдарки тощо.

## Фотогалерея гір

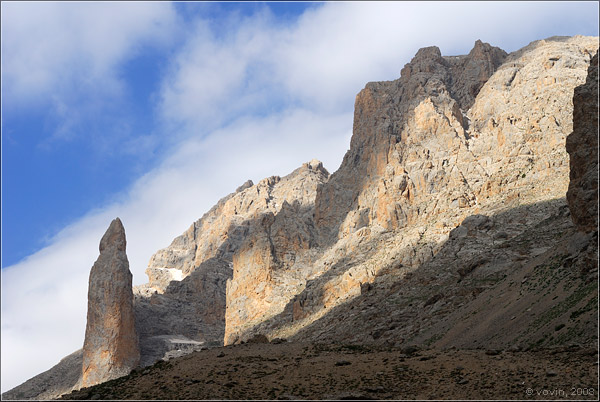
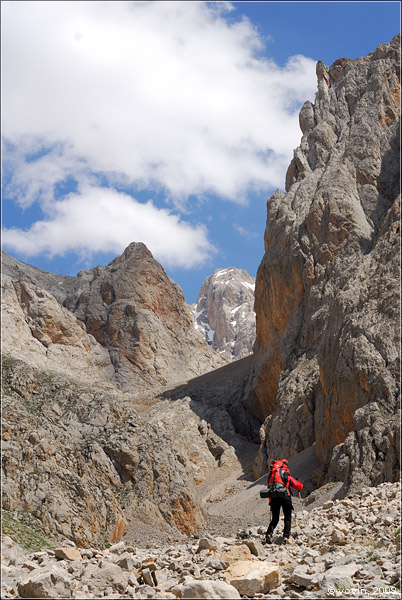
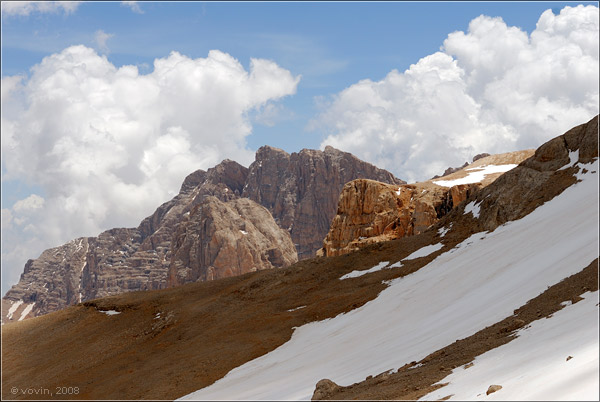
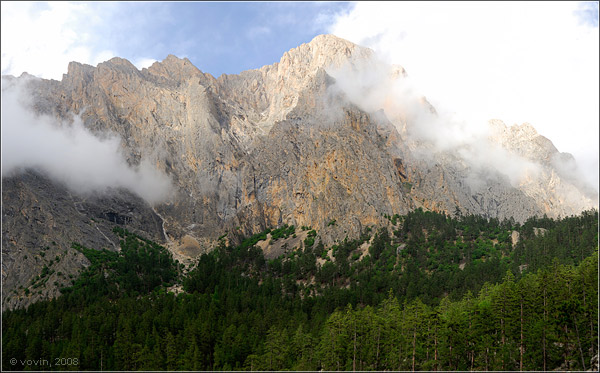

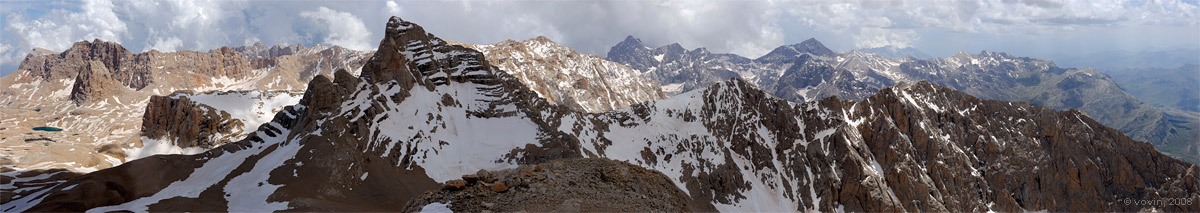